# أبيل (من أسلاف البشر)
أبيل (KT-12/H1)، هو الاسم الذي أُعطي للعينة الوحيدة التي اكتُشفت من أوسترالوبيثيكوس بهرالغزالي (الاسم العلمي: Australopithecus bahrelghazali) (نسبة إلى بحر الغزال). تم العثور على أبيل في شهر يناير/كانون الثاني من عام 1995 في منطقة كانيم في دولة تشاد من قبل عالم الحفريات ميشيل برونيه الذي سمى الأُحفورة «أبيل» في ذكرى صديقه عالم الجيولوجيا «أبيل بريانسو»، الذي توفي بمرض الملاريا عام 1989.
تبَقى من أبيل فقط جزء من عظم الفك، والذي يشرح المعلومة المميزة اللتي تخص طريقة حياتها.
الأسنان القليلة أكدت أن أحفورة أبيل هي من جنس أسترالوبيثكس: لديها ضروس ضواحك ثانية وطواحن، ليست غير مشابهٍة لأحفورة لوسي، وكذلك أوسترالوبيثيكوس أفارينيسيس.